# Simon Hohenegger
Simon Hohenegger (* 13. Januar 1898 in Dachau; † 21. Mai 1990 ebenda) war ein deutscher Maler.

## Leben und Wirken
Er war das erste von vier Kindern des Simon Hohenegger und seiner Ehefrau Magdalena. Der Vater war Arbeiter, die Mutter Hausfrau. Nach dem Besuch der Volksschule absolvierte er eine Malerlehre. 1928 heiratete Simon Hohenegger Sofie Hartmann. Aus der Ehe ging ein Sohn hervor, der bedeutende, seit 1954 in Rom lebende Kunstmaler Alfred Hohenegger (* 1928).
Simon Hohenegger, dessen zeichnerisches Talent sich schon sehr früh äußerte, war Autodidakt. Er malte zahlreiche Ölgemälde, dabei das kleine Format bevorzugend, mit Motiven aus der Dachauer Landschaft. Die Farben sind klar akzentuiert und manchmal stark kontrastierend nebeneinandergesetzt, dennoch schließen sie das Motiv zu einer Einheit zusammen. Besonders geschätzt sind seine Himmel- und Wolkenformationen.

## Werke  (Auswahl)
- Torfstecher im Dachauer Moor, Öl auf Holzplatte 60 × 40 cm
- Blick auf Dachau, Öl auf Holzplatte 40 × 30 cm
- Am Würmkanal, Öl auf Holzplatte 35 × 25 cm
- Gewitterstimmung im Dachauer Moor, Öl auf Holzplatte 35 × 30 cm
- Einöde im Dachauer Moor, Öl auf Holzplatte 20 × 18 cm
- Nach einem Gewitter im Dachauer Moor, Öl auf Holzplatte 25 × 15 cm
- Am Schlossberg von Dachau, Öl auf Holzplatte 50 × 30 cm
- Bei Mitterndorf, Öl auf Holzplatte 40 × 35 cm
- Kirche von Mitterndorf, Öl auf Holzplatte 22 × 30 cm
- Blick auf München vom Dachauer Schlossberg, Öl auf Holzplatte 35 × 24 cm
- Bäuerin bei der Ernte, Öl auf Holzplatte 35 × 20 cm